# Sium bin Diau
Datuk Sium bin Diau (* 13. Oktober 1935 im Bundesstaat Sabah) ist ein ehemaliger malaysischer Dreispringer, der für Nord-Borneo startete.
Er nahm an den Olympischen Sommerspielen 1956 in Melbourne im Dreisprungwettkampf teil, wo er den 28. Rang belegte.